# 1894 год в автомобилестроении
Список событий в автомобилестроении в 1894 году:

## События

### Февраль
- 17 — в мастерской Рудольфа Дизеля в течение одной минуты проработал второй опытный экземпляр двигателя внутреннего сгорания. Идея воспламенения от сжатия была подтверждена экспериментально и через год был создан уже вполне работоспособный третий экземпляр мотора, который до сих пор называют именем его изобретателя[1].

### Март
- 4 — родился Карл Хан (нем. Carl Hahn), член совета директоров вновь образованного объединения Ауто Юнион. В 1930-х его новые методы продаж обеспечили популярность и массовое распространение марки ДКВ. После войны Хан сыграл одну из важнейших ролей в восстановлении компании «Четырёх колец» в Западной Германии[2].

### Апрель
- 13 — родился барон Клаус фон Эрцен (англ. Klaus von Oertzen). С 1928 года он заведовал продажами компании Вандерер и был одним из основателей объединения Ауто Юнион, частью которого стала Вандерер. Считается, что именно он, являясь членом совета директоров, предложил сделать четыре перекрещённый кольца логотипом вновь созданной компании[3].

### Июнь
- 11 — родился Киитиро Тоёда. Его отец Сакити Тоёда создал успешную компанию по производству ткацких станков. Унаследовав дело отца, Киитиро решил сменить вид основной деятельности предприятия, основав в 1937 году Toyota Motor Corporation[4].

### Июль
- 4 — Элвуд Хейнс (англ. Elwood Haynes) испытал свой автомобиль, названный «Пионер». Считается, что это первый изготовленный в Соединённых Штатах автомобиль. Он находится в коллекции Смитсоновского института и периодически экспонируется в Национальном музее Американской истории. Позже Хейнс, инженер и химик, изобрёл нержавеющую сталь и основал металлургическую корпорацию своего имени. Хейнс Интернационал (англ. Haynes International) существует до сих пор и является одним из крупнейших производителей нержавеющих и высокотемпературных сталей[5].
- 22 — состоялась гонка безлошадных экипажей Париж—Руан, которую многие считают первым автомобильным соревнованием в истории. Первым в Руан, после почти семи часов дороги со средней скоростью 19 километров в час, прибыл паровой автомобиль Альберта Де Диона (англ. Jules-Albert de Dion), но был дисквалифицирован. Так что главный приз достался Альберту Леметру (англ. Albert Lemaître) на Пежо с бензиновым мотором[6].